# Сноуберд
Сноуберд (англ. Snowbird Lake) — озеро Северо-Западных территорий в Канаде. Расположено на крайнем юго-востоке территории, западнее озера Касба. Одно из больших озёр Канады — площадь водной поверхности 490 км², общая площадь — 505 км², семнадцатое по величине озеро Северо-Западных территорий. Высота над уровнем моря 359 метров. Название в переводе обозначает снежная птица, а также юнко зимний, дрозд рябинник.
В летнее время озеро становится одним из центров любительского рыболовства в Канаде. Специализация: озёрная форель.